# コープ転位

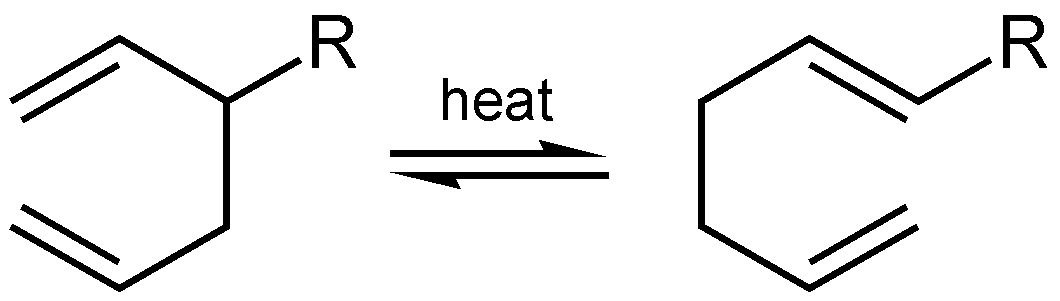
コープ転位の例

コープ転位（コープてんい、英: Cope rearrangement）は、1,5-ヘキサジエン構造を持つ物質の3,4位間の単結合が開裂すると同時に1,6位間で単結合が形成され、それと同時に二重結合が移動して別の1,5-ヘキサジエンに異性化する[3,3]-シグマトロピー転位である。
1940年にアーサー・コープらによってβ,γ-不飽和エステルをエノラートに変換してα位をアリル化することで得られるα-アリル-β,γ-不飽和エステルを加熱すると、γ-アリル-α,β-不飽和エステルに異性化することが報告された。この反応はクライゼン転位の基質のエーテル酸素をメチレン炭素に置き換えた反応に相当する。
生成物も出発物と同様の1,5-ヘキサジエン構造をもつため、可逆反応となりうる。実際に可逆反応となるかは出発物と生成物の構造に依存する。3-メチル-1,5-ヘキサジエンのような化合物では出発物と生成物の間に大きなエネルギー差がないため可逆反応となり、出発物と生成物の混合物が得られる。ブルバレンのように分子内で可逆なコープ転位を繰り返している化合物も知られている。逆にcis-1,2-ジビニルシクロプロパンのような化合物では出発物が3員環の大きなひずみによりエネルギーが高いため、不可逆的に転位が進行する。

## 反応機構
反応機構はペリ環状反応に属し、反応中間体を生じずに6員環遷移状態を経てすべての結合が同時（協奏的）に移動する。6員環遷移状態としては通常は擬いす型をとるものが擬ふね型をとるよりも有利である。これは擬ふね型の場合には2位と5位の炭素が空間的に近くに位置し、その時にこれらの炭素上のHOMOのローブが反結合型で相互作用するためにエネルギーが高くなるものとされている。複数の擬ふね型の遷移状態が可能である場合、立体的にかさ高い置換基が擬エクアトリアル位にあるような遷移状態からの生成物が優先的に生成する。

## オキシコープ転位

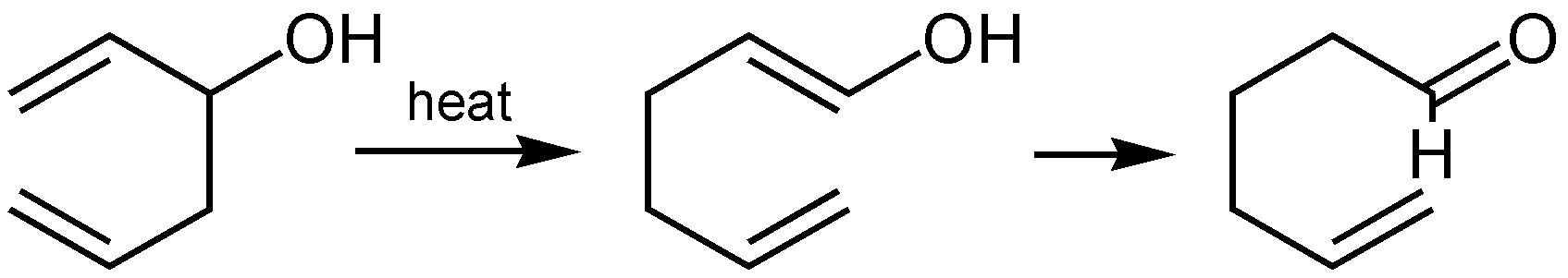
オキシコープ転位の例

1,5-ヘキサジエン構造の3位にヒドロキシ基が存在する場合、生成物の1,5-ヘキサジエンはケト-エノール互変異性によってδ,ε-不飽和カルボニル化合物となる。この反応はオキシコープ転位 (oxy-Cope rearrangement) と呼ばれる。オキシコープ転位においては生成物がケト・エノール互変異性によって平衡から除去されるために、不可逆に反応が進行する。また、ヒドロキシ基を水素化カリウムなどでアルコキシドとするとさらに反応が加速され、低温でも反応が進行するようになる。